# Palazzo Redini
Palazzo Redini si trova in via Provinciale Vicarese 131 a Vicopisano, in provincia di Pisa.

## Storia e descrizione
Edificio padronale in stile Liberty, risale ai primi del Novecento, mantenendo pavimenti, infissi e decori originali, tra i quali spiccano gli affreschi di Galileo Chini.
L'interno è organizzato in maniera simmetrica attorno al vano scala, dotato di doppia rampa, con gradini in marmo di Carrara e ringhiera in ghisa. I pavimenti sono in mattonelle policrome o bicrome, riproducenti soprattutto motivi geometrici. I soffitti "a cielo di carrozza", con volta a botte ribassata o piani e presentano motivi decorativi eclettici, legati al periodo Liberty e agli stili anteriori.
Di particolare pregio il soffitto del vano scala in cui il Chini realizzò putti danzanti tra specchiature scure, sorreggenti una ghirlanda continua di fiori, frutta e nastri svolazzanti. Si tratta derivato dal cartone del 1907, presentato alla Biennale di Venezia di quell'anno, e utilizzato per gli affreschi delle Terme Tamerici di Montecatini.